# Boškovići (Zvornik)
Pour les articles homonymes, voir Boškovići.
Boškovići (en serbe cyrillique : Бошковићи) est un village de Bosnie-Herzégovine. Il est situé dans la municipalité de Zvornik et dans la république serbe de Bosnie. Selon les premiers résultats du recensement bosnien de 2013, il compte 660 habitants.

## Démographie

### Évolution historique de la population dans la localité
| 1948 | 1953 | 1961 | 1971 | 1981 | 1991 | 2013 |
| ---- | ---- | ---- | ---- | ---- | ---- | ---- |
| -    | -    | 713  | 737  | 801  | 783, | 660  |

|  |